# Breen
Breen reprezintă o specie extraterestră fictivă din franciza Star Trek. Sunt menționați prima dată în episodul "The Loss" din sezonul patru al serialului Star Trek: Generația următoare difuzat în 1990, dar au apărut abia în 1996 în al patrulea sezon din Star Trek: Deep Space Nine, episodul "Indiscretion", adevărata lor înfățișare nu a fost dezvăluită, ei purtând măști frigorifice.